# Oscar du meilleur court métrage documentaire
L’Oscar du meilleur court métrage (documentaire) (Academy Award for Best Documentary Short Film), est une récompense cinématographique américaine décernée chaque année depuis 1942 par l'Academy of Motion Picture Arts and Sciences (AMPAS), laquelle décerne également tous les autres Oscars.
Deux autres récompenses honorent les courts-métrages : l'Oscar du meilleur court-métrage d'animation et l'Oscar du meilleur court métrage en prises de vues réelles.

## Palmarès
Note :  L'année indiquée est celle de la cérémonie, récompensant les films sortis au cours de l'année précédente. Les lauréats sont indiqués en tête de chaque catégorie et en caractères gras. Les noms des réalisateurs ont été indiqués par commodité, bien qu'ils n'aient pas été récompensés personnellement avant 1989.

### Années 1940
- 1942 : Churchill's Island, réalisé et produit par Stuart Legg, Office national du film du Canada
- 1943 : Non décerné
- 1944 : December 7th, produit par l'United States Navy
- 1945 : With the Marines at Tarawa, produit par le Corps des Marines des États-Unis
- 1946 : Hitler Lives, produit par Gordon Hollingshead
- 1947 : Seeds of Destiny (en), produit par le département de la Guerre des États-Unis
- 1948 : First Steps (en), produit par United Nations Division of Films et Visual Information
- 1949 : Toward Independence (en), produit par l'armée de terre des États-Unis

### Années 1950
- 1950 :
  - A Chance To Live, produit par Richard de Rochemont (ex æquo)
  - So Much for So Little, produit par Edward Selzer (ex æquo)
- 1951 : Why Korea?, produit par Edmund Reek
- 1952 : Benjy, produit par Fred Zinnemann avec la collaboration de Paramount Pictures pour le Los Angeles Orthopaedic Hospital
- 1953 : Voisins (Neighbours), produit par Norman McLaren, Office national du film du Canada
- 1954 : The Alaskan Eskimo, produit par Walt Disney
- 1955 : Thursday's Children, produit par World Wide Pictures et Morse Films
- 1956 : Men Against the Arctic, produit par Walt Disney
- 1957 : The True Story of the Civil War, produit par Louis Clyde Stoumen (en)
- 1958 : Non décerné
- 1959 : Ama Girls, produit par Ben Sharpsteen

### Années 1960
- 1960 : Glas, produit par Bert Haanstra
- 1961 : Giuseppina, produit par James Hill
- 1962 : Project Hope, produit par Frank P. Bibas
- 1963 : Dylan Thomas, produit par Jack Howells
- 1964 : Chagall, produit par Simon Schiffrin
- 1965 : Nine from Little Rock, produit par Charles Guggenheim
- 1966 : To Be Alive!, produit par Francis Thompson
- 1967 : A Year Toward Tomorrow, produit par Edmond Lévy
- 1968 : The Redwoods, produit par Mark Jonathan Harris et Trevor Greenwood
- 1969 : Why Man Creates, produit par Saul Bass

### Années 1970
- 1970 : Czechoslovakia 1968, produit par Denis Sanders et Robert M. Fresco
- 1971 : Interviews with My Lai Veterans, produit par Joseph Strick
- 1972 : Les Sentinelles du silence (Sentinels Of Silence), produit par Manuel Arango et Robert Amram
- 1973 : This Tiny World, produit par Charles et Martina Huguenot van der Linden
- 1974 : Princeton: A Search for Answers, produit par Julian Krainin et DeWitt L. Sage, Jr.
- 1975 : Don't, produit par Robin Lehman
- 1976 : The End of the Game, produit par Claire Wilbur et Robin Lehman
- 1977 : Number Our Days, produit par Lynne Littman et Barbara Myerhoff
- 1978 : Gravity Is My Enemy, produit par John Joseph et Jan Stussy
- 1979 : The Flight of the Gossamer Condor, produit par Jacqueline Phillips Shedd et Ben Shedd

### Années 1980
- 1980 : Paul Robeson: Tribute to an Artist, produit par Saul J. Turell
  - An Encounter with Faces
- 1981 : Karl Hess: Toward Liberty, produit par Roland Hallé et Peter W. Ladue
- 1982 : Close Harmony, produit par Nigel Noble
- 1983 : Si cette planète vous tient à cœur (If You Love This Planet), produit par Edward Le Lorrain et Terri Nash - Office national du film du Canada
- 1984 : Flamenco à 5 h 15, produit par Cynthia Scott et Adam Symansky - Office national du film du Canada
- 1985 : The Stone Carvers, produit par Marjorie Hunt et Paul Wagner
- 1986 : Witness to War: Dr. Charlie Clements, produit par David Goodman
- 1987 : Women – for America, for the World, produit par Vivienne Verdon-Roe
  - Sam
  - Red Grooms; Sunflower in a Hothouse
  - The Master of Disaster
  - Debonair Dancers
- 1988 : Young at Heart, produit par Sue Marx et Pamela Conn
  - In The Wee Wee Hours
  - Silver Into Gold
  - Frances Steloff: Memorise of a Bookseller
  - Language Says it All
- 1989 : You Don't Have to Die, produit par Bill Guttentag et Malcolm Clarke
  - Gang Cops
  - Family Gathering
  - The Children's Storefront
  - Portrait of Imogen

### Années 1990
- 1990 : The Johnstown Flood, produit par Charles Guggenheim
  - Yad Vashem: Preserving the Past to Ensure the Feture
  - Fine Food, Fine Pastries, Open 6 to 9
- 1991 : Days of Waiting, produit par Steven Okazaki
  - Rose Kennedy: A Life to Remember
  - Chimps: So Like Us
  - Burning Down Tomorrow
  - Journey Into Life: The World of the Unborn
- 1992 : Deadly Deception: General Electric, Nuclear Weapons and Our Environment, produit par Debra Chasnoff
  - A Little Vicious
  - The Mark of the Maker
  - Birdnesters of Thailand
  - Memorial Letters From American.
- 1993 : Educating Peter, produit par Thomas C. Goodwin et Gerardine Wurzburg
  - When Abortion Was Illegal: Untold Stories
  - At the Edge of Conquest: The Journey of Chief Wai-wai
  - Beyond Imagining: Margaret Anderson and the Little Review
  - The Colours of My Father A Portrait of Sam Borenstein
- 1994 : Defending Our Lives, produit par Margaret Lazarus, Renner Wunderlich
  - Chicks in White Satin
  - Blood Ties:The Life et Work of Sally Mann.
- 1995 : A Time for Justice, produit par Charles Guggenheim
  - 89MM OD Europy
  - School of Assassins
  - Blues Highway
  - Straight From the Heart
- 1996 : One Survivor Remembers, produit par Kary Antholis
  - Jim Dine: A Self-Portrait on the Walls
  - The Shadow of Hate
  - The Living Sea
  - Never Give Up: The 20th Century Odyssey of Herbert Zipper
- 1997 : Breathing Lessons: The Life and Work of Mark O'Brien, produit par Jessica Yu
  - Cosmic Voyage
  - Special Effects
  - The Wild Bunch: An Album in Montage
  - An Essay on Matisse
- 1998 : A Story of Healing, produit par Donna Dewey, Carol Pasternak
  - Amazon
  - Alaska: Spirit of the Wild
  - STILL Kicking: The Fabulous Palm Springs Follies
  - Daughter of the Brise
- 1999 : The Personals: Improvisations on Romance in the Golden Years, produit par Keiko Ibi
  - A Place in the Land
  - Le jour se lève sur la place Tienanmen (en), produit par l'Office national du film du Canada

### Années 2000
- 2000 : King Gimp, produit par Susan Hannah Hadary, William A. Whiteford
  - Eyewitness
  - The Wildest Show in the South: The Angola Prison Rodeo
- 2001 : Big Mama, produit par Tracy Seretean
  - Curtain Call
  - On Tiptoe: Gentle Steps to Freedom
  - The Man on Lincoln's Nose
- 2002 : Thoth, produit par Sarah Kernochan et Lynn Appelle
  - Sing!
  - Artists et Orphans
- 2003 : Twin Towers, produit par Bill Guttentag, Robert David Port, Robert Port
  - The Collector of Bedford Street, produit par Welcome Change Productions - Alice Elliott
  - Mighty Times: The Legacy of Rosa Parks, produit par Tell the Truth Pictures - Robert Hudson - Robert Houston
  - Why Can't We Be a Family Again?, produit par Roger Weisberg, Murray Nossel
- 2004 : Chernobyl Heart, produit par Maryann DeLeo
  - Asylum, produit par Sandy McLeod et Gini Reticker
  - Ferry Tales, produit par Katja Esson.
- 2005 : Mighty Times: The Children's March, produit par Robert Hudson et Bobby Houston
  - Autism Is a World, produit par Gerardine Wurzburg
  - The Children of Leningradsky, produit par Hanna Polak et Andrzej Celinski
  - Hardwood, produit par Office national du film du Canada - Hubert Davis et Erin Faith Young
  - Sister Rose’s Passion, produit par Oren Jacoby et Steve Kalafer
- 2006 : A Note of Triumph: The Golden Age of Norman Corwin
  - The Death of Kevin Carter: Casualty of the Bang Bang Club
  - God Sleeps in Rwanda
  - The Mushroom Club
- 2007 : The Blood of Yingzhou District
  - Two Hands: The Leon Fleisher Story
  - Recycled Life
  - Rehearsing a Dream
- 2008 : Freeheld
- 2009 : Smile Pinki

### Années 2010
- 2010 : Music by Prudence
  - China's Unnatural Disaster: The Tears of Sichuan Province (en)
  - The Last Campaign of Governor Booth Gardner (en)
  - The Last Truck: Closing of a GM Plant (en)
  - Le Lapin à la berlinoise
- 2011 : Strangers No More
  - Killing in the Name
  - Poster Girl
  - Sun Come Up
  - The Warriors of Qiugang
- 2012 : Saving Face - Daniel Junge et Sharmeen Obaid-Chinoy
  - The Barber of Birmingham : Foot Soldier of the Civil Rights Movement - Robin Fryday et Gail Dolgin
  - God is the Bigger Elvis - Rebecca Cammisa et Julie Anderson
  - Incident in New Baghdad - James Spione
  - The Tsunami and the Cherry Blossom - Lucy Walker et Kira Carstensen
- 2013 : Inocente
  - Kings Point
  - Mondays at Racine
  - Open Heart (en) de Kief Davidson et Cori Shepherd Stern
  - Redemption
- 2014 : La Dame du 6 (The Lady in Number 6: Music Saved My Life)
  - Cavedigger (en), sur Ra Paulette
  - Facing Fear
  - Karama Has No Walls
  - Prison Terminal: The Last Days of Private Jack Hall.
- 2015 : Crisis Hotline: Veterans Press 1
  - Joanna
  - Our Curse
  - La Parka
  - White Earth
- 2016 : A Girl in the River: The Price of Forgiveness - Sharmeen Obaid-Chinoy
  - Body Team 12 (en) - David Darg et Bryn Mooser (en)
  - Chau, Beyond the Lines (en) - Courtney Marsh et Jerry Franck
  - Claude Lanzmann: Spectres of the Shoah - Adam Benzine
  - Last Day of Freedom (en) - Dee Hibbert-Jones et Nomi Talisman
- 2017 : Les Casques blancs (The White Helmets) - Orlando von Einsiedel et Joanna Natasegara
  - Extremis (film) (en) - Dan Krauss
  - 4.1 Miles (en) - Daphne Matziaraki
  - Joe's Violin (en) - Kahane Cooperman et Raphaela Neihausen
  - Watani: My Homeland - Marcel Mettelsiefen (de) et Stephen Ellis
- 2018 : Heaven Is a Traffic Jam on the 405 – Frank Stiefel
  - Edith+Eddie (en) - Laura Chekoway et Thomas Lee Wright
  - Heroin(e) - Elaine McMillion Sheldon and Kerrin Sheldon
  - Knife Skills - Thomas Lennon
  - Traffic Stop - Kate Davis and David Heilbroner
- 2019 : Les Règles de notre liberté (Period. End of Sentence) - Rayka Zehtabchi et Melissa Berton
  - Black Sheep - Ed Perkins et Jonathan Chinn
  - End Game - Rob Epstein et Jeffrey Friedman
  - Lifeboat - Skye Fitzgerald et Bryn Mooser
  - A Night at the Garden (en) - Marshall Curry (en)

### Années 2020
- 2020 : Learning to Skateboard in a Warzone (If You're a Girl) - Carol Dysinger (de) (réalisatrice) et Elena Andreicheva (productrice)
  - In the Absence - Yi Seung-Jun et Gary Byung-Seok Kam
  - Life Overtakes Me - John Haptas et Kristine Samuelson
  - St. Louis Superman - Smriti Mundhra et Sami Khan
  - Walk Run Cha-Cha - Laura Nix et Colette Sandstedt
- 2021 : Colette - Anthony Giacchino (réalisateur) et Alice Doyard (productrice)
  - A Concerto Is a Conversation (en) - Ben Proudfoot et Kris Bowers
  - Do Not Split (en) - Anders Hammer and Charlotte Cook
  - Hunger Ward (en) - Skye Fitzgerald et Michael Scheuerman
  - A Love Song for Latasha (en) - Sophia Nahli Allison et Janice Duncan
- 2022 : The Queen of Basketball - Ben Proudfoot
  - Audible : Vaincre sur tous les terrains - Matthew Ogens et Geoff McLean
  - Des vies sans toit - Pedro Kos et Jon Shenk
  - Trois chansons pour Benazir - Elizabeth Mirzaei et Gulistan Mirzaei
  - Quand on était des petites brutes - Jay Rosenblatt
- 2023 : Les Chuchoteurs d'éléphants (The Elephant Whisperers) – Kartiki Gonsalves, Guneet Monga
  - Haulout – Evgenia Arbugaeva, Maxim Arbugaev
  - How Do You Measure a Year? – Jay Rosenblatt
  - The Martha Mitchell Effect – Anne Alvergue, Beth Levison
  - Stranger at the Gate – Joshua Seftel, Conall Jones
- 2024 : The Last Repair Shop – Ben Proudfoot et Kris Bowers
  - The ABCs of Book Banning – Sheila Nevins et Trish Adlesic
  - The Barber of Little Rock – John Hoffman et Christine Turner
  - Island in Between – S. Leo Chiang et Jean Tsien
  - Nǎi Nai & Wài Pó – Sean Wang et Sam Davis

- 2025 : The Only Girl in the Orchestra – Molly O'Brien et Lisa Remington
  - Death by Numbers (en) – Kim A. Snyder (en) et Janique L. Robillard
  - I Am Ready, Warden (en) – Smriti Mundhra (en) et Maya Gnyp (en)
  - Incident (en) – Bill Morrison et Jamie Kalven
  - Instruments of a Beating Heart (en) – Ema Ryan Yamazaki (en) et Eric Nyari

## Polémique
Un communiqué de presse de l'AMPAS mentionne en 2005 que les vainqueurs de 1952 et 1953, Benjy et Voisins, faisaient partie d'un groupe de film qui non seulement avaient concouru, mais également avaient été déclarés vainqueurs dans une catégorie pour laquelle ils n'étaient clairement pas éligibles.